# エドマンド・グリーセン
エドマンド・グリーセン（Edmund William Greacen、1876年 – 1949年）はアメリカ合衆国の印象派のスタイルの画家である。作品の制作の他に、ニューヨークで1823年から私立の美術学校、グランド・セントラル美術学校(Grand Central School of Art)を運営した。

## 略歴
ニューヨークで生まれた。父親は1868年にスコットランドからの移住者で、ニューヨークで靴会社を設立して成功した人物であった。ニューヨークの50丁目に邸を持ち、デラウェア郡に夏の別荘を持っていた。
ニューヨーク大学を卒業した後、世界旅行をして、ニューヨークに戻った後、1899年に画家を目指して、アート・スチューデンツ・リーグ・オブ・ニューヨークで学び、ウィリアム・メリット・チェイスが教えていたNew York School of Art（後のパーソンズ美術大学）でも学んだ。この頃、女子美術学校で学んでいたEthol Boothと知り合い1904年に結婚した。1905年に夫婦でスペインに渡り、オランダ、ベルギー、イギリスを旅し1906年にパリで息子が生まれた。1907年の夏ころから、クロード・モネの邸があり、多くのアメリカ人画家が活動したノルマンディのジヴェルニーに家を借りて住んだ。モネの作品や生き方に影響を受けた。
1910年にアメリカに帰国し、ニューヨークにスタジオを開いた。作品を展示会や美術館で展示し、ニューヨークの美術振興団体、ナショナル・アーツ・クラブ(National Arts Club,)に参加し、コネチカット州、ニューロンドン郡の海岸の町、オールドライムで活動した印象派の画家の一人となった。
第一次世界大戦後の1920年にニューヨークのナショナル・アカデミー・オブ・デザインの準会員に選ばれ、1935年に正会員になった。
1922年にサルマガンディー・クラブ(Salmagundi Club)からサミュエル・T・ショー賞(Samuel T. Shaw Prize)を受賞し、個展をニューヨークのマクベス画廊(Macbeth Gallery)で開いた。その年、ジョン・シンガー・サージェントとウォルター・レイトン・クラークと画家、彫刻家のための美術館協会(Painters and Sculptors Gallery Association)を設立し、これがグランド・セントラル美術学校の母体となり、グリーセンは校長になった。校長を20年続け、この美術学校の学生にはカートゥーン作家のチャールズ・アダムスもいる。
1935年脳卒中を患いフロリダでr療養生活を送った後、ニューヨーク州のホワイト・プレインズで73歳で死去した。

## 作品

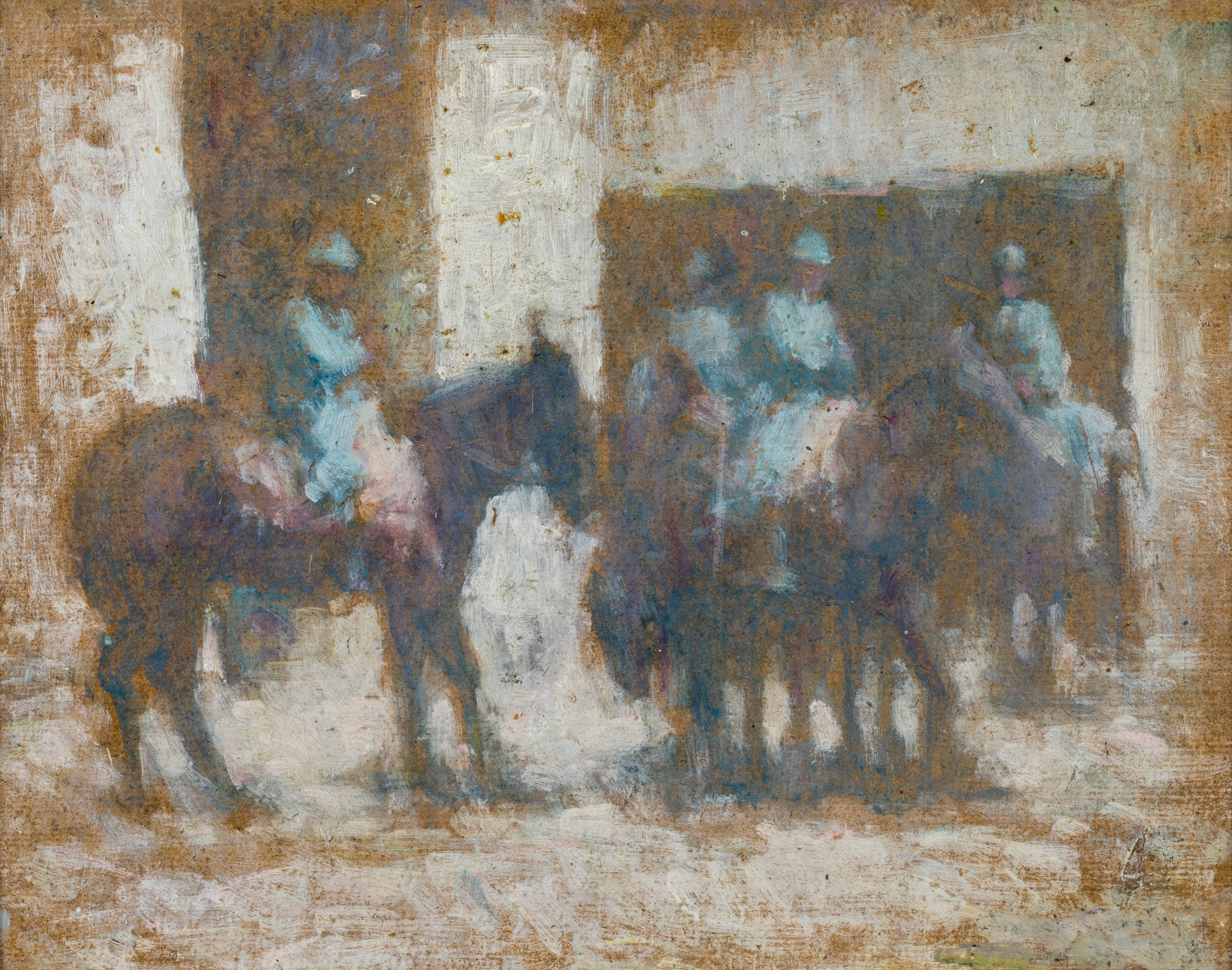
フランスの砲兵(1918)
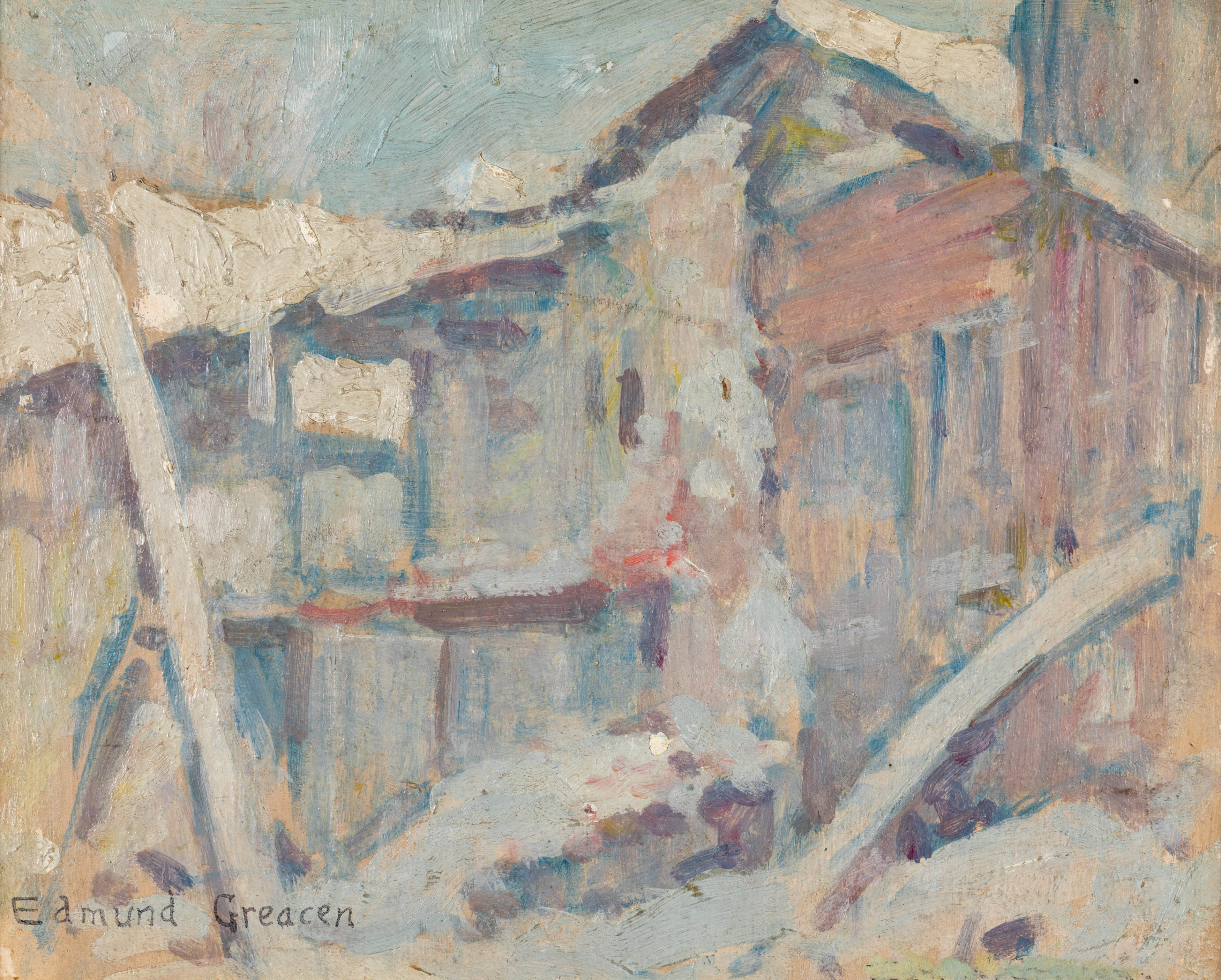
Reims (1918)
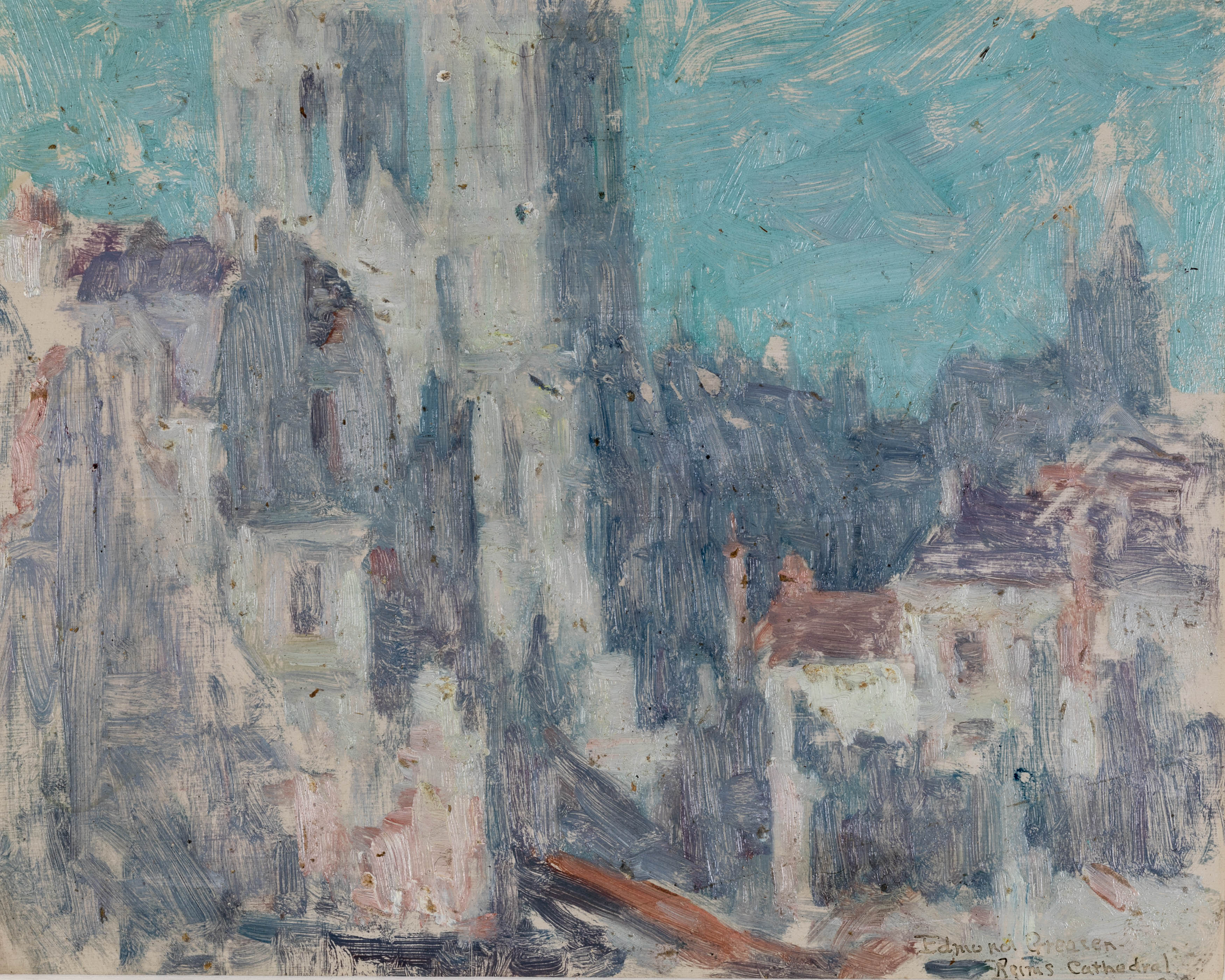
Reims Cathedral (1918)
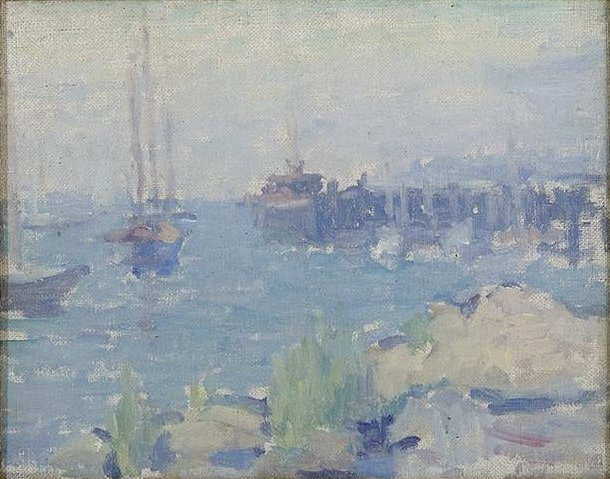
Southport Harbor